# Волейбол на літніх Олімпійських іграх 2016
Волейбольний турнір на Олімпійських іграх 2016 року в Ріо-де-Жанейро проходив в чотирьох номінаціях: чоловічий та жіночий волейбол, а також чоловічий та жіночий пляжний волейбол. Змагання відбувались з 28 липня по 12 серпня.
Змагання з волейболу проходитимуть у Мараканазінью — крита спортивна арена в районі Маракана, а пляжний волейбол пройде на пляжі Копакабана.

## Змагання
Чотири комплекти нагород були розігранні в наступних дисциплінах:
- Волейбол — чоловіки (12 команд, 144 спортсмена)
- Волейбол — жінки (12 команд, 144 спортсмена)
- Пляжний волейбол — чоловіки (24 команди, 48 спортсменів)
- Пляжний волейбол — жінки (24 команди, 48 спортсменів)

## Розклад змагань
| Г | Груповий раунд | ⅛ | 1/8 фіналу | ¼ | 1/4 фіналу | ½ | 1/2 фіналу | 3 | Матч за третє місце | Ф | Фінал |

| Подія↓/Дата →   | Суб 6 | Нед 7 | Пон 8 | Вів 9 | Сер 10 | Чет 11 | П'ят 12 | Суб 13 | Нед 14 | Пон 15 | Вів 16 | Вів 16 | Сер 17 | Сер 17 | Чет 18 | Чет 18 | П'ят 19 | Суб 20 | Суб 20 | Нед 21 | Нед 21 |
| --------------- | ----- | ----- | ----- | ----- | ------ | ------ | ------- | ------ | ------ | ------ | ------ | ------ | ------ | ------ | ------ | ------ | ------- | ------ | ------ | ------ | ------ |
| чоловіки (зал)  |       | Г     |       | Г     |        | Г      |         | Г      |        | Г      |        |        | ¼      | ¼      |        |        | ½       |        |        | 3      | Ф      |
| жінки (зал)     | Г     |       | Г     |       | Г      |        | Г       |        | Г      |        | ¼      | ¼      |        |        | ½      | ½      |         | 3      | Ф      |        |        |
| чоловіки (пляж) | Г     | Г     | Г     | Г     | Г      | Г      | ⅛       | ⅛      |        | ¼      | ½      | ½      |        |        | 3      | Ф      |         |        |        |        |        |
| жінки (пляж)    | Г     | Г     | Г     | Г     | Г      | Г      | ⅛       | ⅛      | ¼      |        | ½      | ½      | 3      | Ф      |        |        |         |        |        |        |        |

## Медалі

### Загальний залік
| Місце  | Країна     | Золото | Срібло | Бронза | Загалом |
| ------ | ---------- | ------ | ------ | ------ | ------- |
| 1      | Бразилія   | 2      | 1      | 0      | 3       |
| 2      | Німеччина  | 1      | 0      | 0      | 1       |
| 3      | КНР        | 1      | 0      | 0      | 1       |
| 4      | Італія     | 0      | 2      | 0      | 2       |
| 5      | Сербія     | 0      | 1      | 0      | 1       |
| 6      | США        | 0      | 0      | 3      | 3       |
| 7      | Нідерланди | 0      | 0      | 1      | 1       |
| Всього | Всього     | 4      | 4      | 4      | 16      |

### Медалісти
| Дисципліна                  | Золото | Срібло | Бронза |
| --------------------------- | --- | --- | --- |
| Чоловіки                    | Бразилія (BRA) Брунінью (капітан) Едер Карбонера Воллес де Соуза Вільям Аржона Сержіо Сантос (ліберо) Луїс Феліпе Фонтелеш Маурісіу Соуза Дуглас Соуза Лукас Сааткамп Евандро Гуерра Рікардо Лукареллі Соуза Маурісіу Боржес | Італія (ITA) Даніеле Соттіле Лука Ветторі Османі Хуанторена Сімоне Джаннеллі Сальваторе Россіні Іван Зайцев Філіппо Ланца Сімоне Буті Массімо Колачі (ліберо) Маттео П'яно Емануеле Бірареллі (капітан) Олег Антонов          | США (USA) Меттью Андерсон Аарон Расселл Тейлор Сандер Девід Камерон Лі Кавіка Шоджі Рейд Прідді Мерфі Трой Томас Яшке Міка Крістенсон Максвелл Голт Девід Сміт Ерік Шоджі (ліберо)                   |
| Волейбол жінки              | Китай (CHN) Юань Сіньюе Чжу Тін Ян Фансю Гун Сян'юй Вей Цююе Чжан Чаннін Лю Сяотон Сю Юньлі Хуей Жуоці (капітан) Лінь Лі (ліберо) Дін Ся Янь Ні                                                                              | Сербія (SRB) Б'янка Буша Йована Бракочевич Бояна Живкович Тіяна Малешевич Бранкиця Михайлович Майя Огнєнович (капітан) Стефана Велькович Єлена Ніколич Йована Стеванович Мілена Рашич Сильвія Попович (ліберо) Тіяна Бошкович | США (USA) Аліша Гласс Кайла Бенворт (ліберо) Кортні Томпсон Рейчел Адамс Карлі Ллойд Джордан Ларсон Келлі Мерфі Кріста Гармотто (капітан) Кімберлі Гілл Фолуке Акінрадево Келсі Робінсон Карста Лоув |
| Пляжний волейбол — чоловіки | Бразилія (BRA) Алісон Серутті Бруно Оскар Шмідт | Італія (ITA) Даніеле Лупо Паоло Ніколаї | Нідерланди (NED) Александер Броувер Роберт Меувсен |
| Пляжний волейбол — жінки    | Німеччина (GER) Лаура Людвіг Кіра Валкенгорст | Бразилія (BRA) Агата Беднарчук Барбара Сейшас | США (USA) Ейпріл Росс Керрі Волш |